# 白花川滇米口袋
白花川滇米口袋（学名：Gueldenstaedtia delavayi f. alba）为豆科米口袋属川滇米口袋下的一个变型。

## 扩展阅读
- 維基物種上的相關：白花川滇米口袋